# Hylaea ochracearia
Hylaea ochracearia là một loài bướm đêm trong họ Geometridae.